# Longtang (socken i Kina, Hunan)
Longtang (kinesiska: 龙塘, 龙塘乡) är en socken i Kina. Den ligger i provinsen Hunan, i den södra delen av landet, omkring 130 kilometer väster om provinshuvudstaden Changsha. Antalet invånare är 24679. Befolkningen består av 11 938 kvinnor och 12 741 män. Barn under 15 år utgör 15,0 %, vuxna 15-64 år 73 %, och äldre över 65 år 11,0 %.
Genomsnittlig årsnederbörd är 1 668 millimeter. Den regnigaste månaden är maj, med i genomsnitt 267 mm nederbörd, och den torraste är oktober, med 52 mm nederbörd.